# Caeruleuptychia glauca
Caeruleuptychia glauca är en fjärilsart som beskrevs av Gustav Weymer 1911. Caeruleuptychia glauca ingår i släktet Caeruleuptychia och familjen praktfjärilar. Inga underarter finns listade i Catalogue of Life.